# Adagio Aparthotel
Pour les articles homonymes, voir Adagio (homonymie).
Adagio Aparthotels est une entreprise lancée par AccorHotels et Groupe Pierre & Vacances-Center Parcs, proposant une formule d'appartements en location dans plusieurs grandes villes.

## Historique et positionnement sur le marché

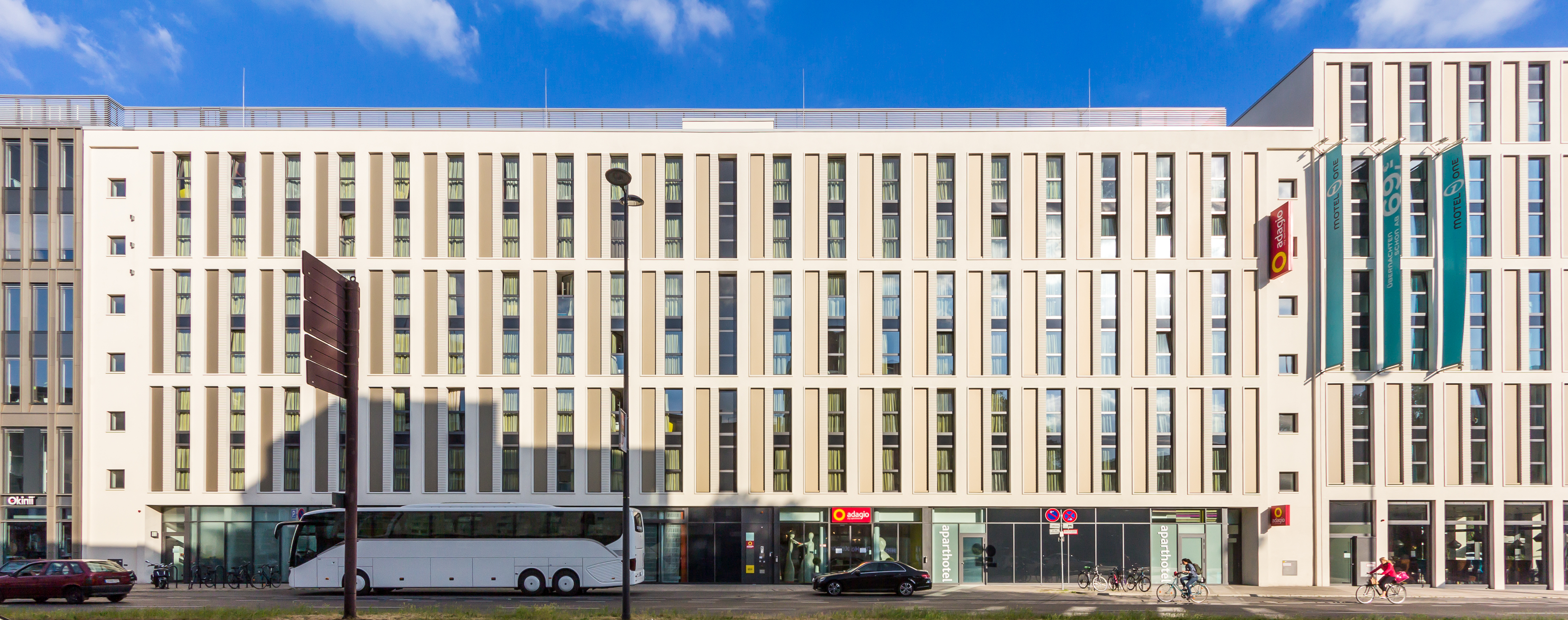
Adagio Aparthotel à Cologne.

Adagio Aparthotelsest une entreprise lancée par AccorHotels et Pierre et Vacances en octobre 2007. Elle gère des résidences de tourisme et propose des appartements à la location, au cœur des plus grandes villes du monde, en profitant de l'essor du tourisme urbain et d'affaires. 
En 2011, Adagio complète son offre en faisant l'acquisition de Citéa qui devient Adagio access. La marque Adagio Aparthotels se décline en trois gammes : Adagio (l'offre standard), Adagio access (l'offre bon marché) ainsi que Adagio premium (l'offre haut de gamme). Aujourd'hui, Adagio Aparthotels est leader en Europe avec des présences également en Amérique Latine, en Afrique du Nord, au Brésil, au Moyen Orient et en Russie. 